# Grand Finale
Grand Finale – singel amerykańskich raperów: DMX-a, Method Mana, Nasa i Ja Rule’a. Wydany 27 października 1998 roku. Promuje album "Belly OST".

## Występujący
Wejściówkę wykonuje DMX. W kolejno w oddzielonych od siebie fragmentami "Belly" dwóch zwrotkach występują Method Man i Nas. Potem zaczyna się refren Ja Rule’a i po kolejnym fragmencie filmu zaczyna się zwrotka DMX-a (którą wykorzystał także na jednym z freestyle'i z Canibusem i Noreagą).

## Lista utworów

### Strona A
1. "Grand Finale" (Radio Edit)
2. "Grand Finale" (LP Version)

### Strona B
1. "Grand Finale" (TV Track)